# Diyap Ağa

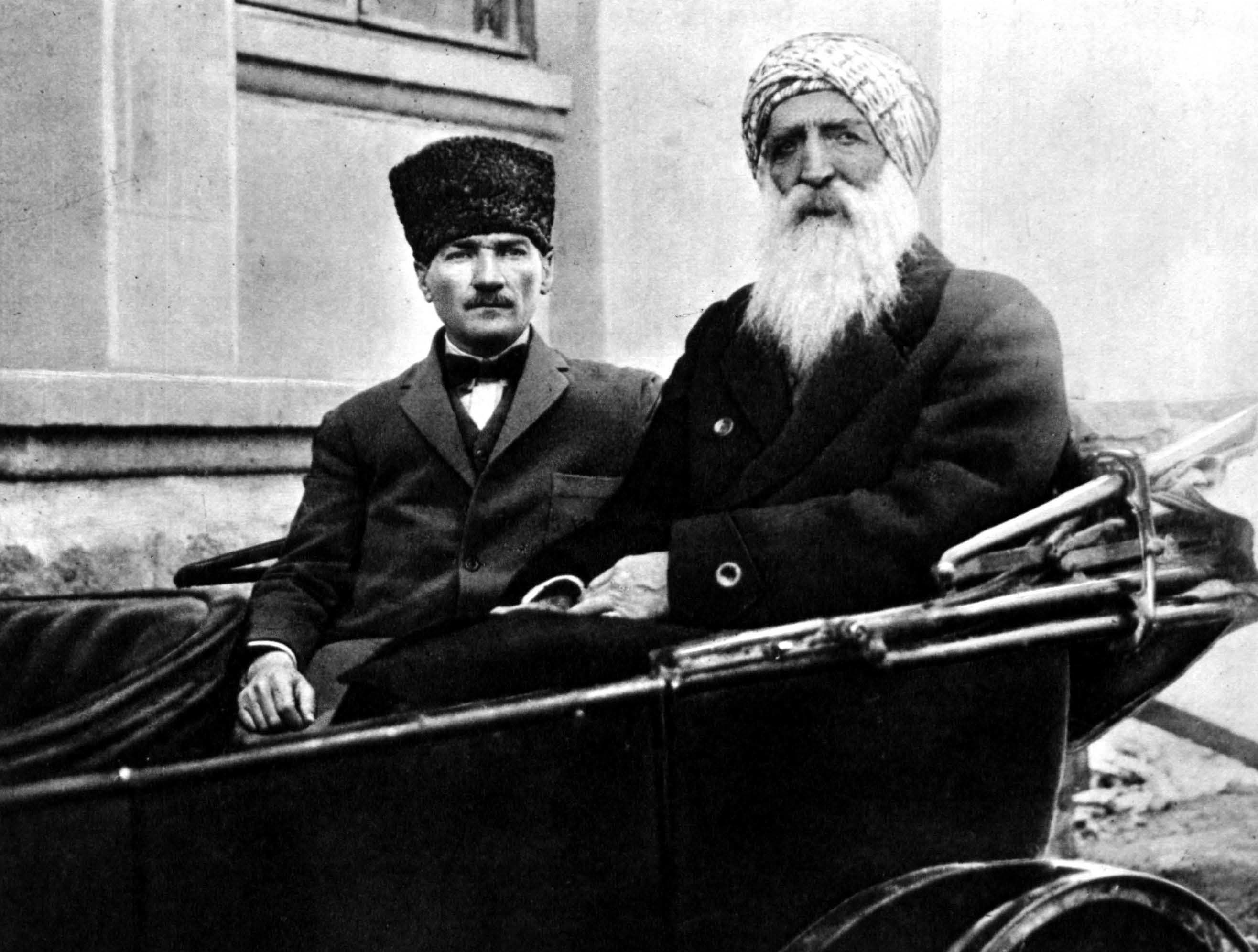
Diyap Ağa zusammen mit Mustafa Kemal Pascha (1921)

Diyap Ağa (Yıldırım) (zazaisch Diyap Ağa; * 1852 in Çemişgezek, Dersim, Osmanisches Reich; † 1932 in der Türkei) war ein Freund Mustafa Kemal Atatürks, türkischer Politiker zazaisch-alevitischer Provenienz und Abgeordneter der ersten Großen Türkischen Nationalversammlung für Dersim (heute Tunceli).
Er wurde als Sohn des Seyithan aus dem Ferhatuşağı-Eşiret geboren. Als Agha seines Stammes erhielt er eine besondere Ausbildung. Bei den Hamidiye-Regimentern wurde er der Kommandant einer Miliz. Während des Völkermords an den Armeniern beschützte er den Besitz und die Ländereien der Armenier in seiner Region, was ihn zu einer Autorität in der Region machte. Im Ersten Weltkrieg beteiligte er sich an den Kämpfen gegen die russische Eroberung von Siirt und Bitlis und wurde ein enger Freund des Oberkommandanten Mustafa Kemal Pascha. Während des Türkischen Befreiungskrieges unterstützte er Mustafa Kemal bei den Kongressen von Erzurum und Sivas 1919. Bei der ersten Großen Türkischen Nationalversammlung 1920 in Ankara war er Parlamentsabgeordneter für Dersim.

1922 schlug er vor, dass Dersim von Elâzığ abgespalten und eine eigene Provinz werden sollte, was mit Hilfe Mustafa Kemals auch durchgeführt wurde. Als im August 1921 die Armee des Königreichs Griechenland bis vor Ankara vorstieß und man einen Umzug der Großen Türkischen Nationalversammlung nach Kayseri in Erwägung zog, antwortete er: 

„Biz buraya kaçmaya mı geldik, yoksa kavga edip ölmeye mi?“

„Sind wir hierher gekommen, um zu flüchten, oder um beim Kämpfen zu sterben?“

 Diyap Ağa lehnte einen unabhängigen Kurdenstaat zeitlebens ab und stellte sich gegen den Koçgiri-Aufstand und den Scheich-Said-Aufstand, allerdings setzte er sich gegen die Umbenennung Dersims in Tunceli ein.